# Informationsalderen
Informationsalderen (også kendt som computeralderen, den digitale alder eller den nye mediealder) er en tidsalder, der begyndte i slutningen af det 20. århundrede, kendetegnet ved et hurtigt epokegørende skift fra den traditionelle industri etableret af den industrielle revolution til en økonomi primært baseret på informationsteknologi. Begyndelsen af informationsalderen kan forbindes med udviklingen af transistorteknologi, især MOSFET (metal-oxid-halvleder-felteffekttransistor), der blev den grundlæggende byggesten til digital elektronik og revolutionerede moderne teknologi.
Ifølge Forenede Nationers netværk for offentlig forvaltning blev informationsalderen dannet ved at kapitalisere på fremskridt med mikrominiaturisering af computere, der ved bredere anvendelse i samfundet førte til moderniseret information, og til at kommunikationsprocesser blev drivkraften for den sociale evolution.

## Tretrinskoncept
Informationsalderen kan defineres som den primære informationsalder og den sekundære informationsalder. Information i den primære informationsalder blev behandlet af aviser, radio og tv. Den sekundære informationsalder blev udviklet af internet, satellit-tv og mobiltelefoner. Den tertiære informationsalder, som vi i dag oplever, blev skabt af medier fra den primære informationsalder sammenkoblet med medier fra den sekundære informationsalder.